# Jakobčić-Selo
Jakobčić-Selo (Jakobčić-telep, fundus, naseobina, selo) je bivši toponim istoimenog naselja u Subotici. Ime je dobilo po bivšem vlasniku zemljišta Jakobčiću. Zemljište je poslije prvog svjetskog rata parcelizirano radi stanogradnje. Zemljišta su dana u zakup osobama koje su mahom bile iz siromašnih slojeva. Zbog istih razloga i zgrade izgrađene na tom zemljištu bile su skromne, većinom nabijanice, kojih je bilo devedeset 1925. godine.  
Toponim je danas nestao zbog toga što je postao dio većeg gradskog naselja, mjesne zajednice Malog Radanovca.